# Instituționalismul în relațiile internaționale
Instituționalismul în relațiile internaționale susține ideea că relațiile internaționale trebuie să acționeze în cadrul oferit de instituțiile internaționale precum și faptul că interacțiunile în comunitatea internațională nu trebuie să fie anarhice. Instituționalismul combină mai multe abordări ale funcționalismului și neo-funcționalismului cu teoria regimurilor. Se bazează pe studiul instituțiilor.